# Gai Cassi Quèrees
Gai Casi Quèrees (en llatí Caius Cassius Chaerea) va ser l'assassí de l'emperador Calígula. Era tribú d'una cohort pretoriana i es diu que va conspirar contra l'emperador en part pel seu noble esperit i amor a la llibertat, en part pel seu disgust davant les crueltats de Calígula, també per la sospita de què la confiança i el favor que li mostrava Calígula fos l'inici de la seva destrucció, i sobretot pels insults de l'emperador, que el ridiculitzava i l'acusava de ser efeminat i li deia Venus i Príap, cosa que divertia als soldats.
Va formar part d'una conspiració amb Corneli Sabí i altres nobles romans, i van decidir que actuarien durant els Jocs Palatins establerts en honor d'August. El quart dia dels jocs, quan l'emperador anava del teatre al seu palau, els conspiradors el van atacar en un carrer estret, i el van matar. Quèrees va donar el primer cop. Era el dia 24 de gener de l'any 41. En la confusió que va seguir, alguns dels conspiradors van ser morts per la guàrdia germànica de l'emperador, però uns altres, entre els quals hi havia Quèrees, van escapar cap al palau. Després, Cassi Quèrees va fer matar l'esposa de Calígula, Cesònia i la seva filla. Va proclamar la República des del palau i els senadors en un principi el van recolzar, i també els cònsols, que van donar com a consigna de la nit la paraula "Llibertat". Però l'endemà Claudi va ser proclamat emperador pels pretorians, i el seu primer acte va ser condemnar a mort a Quèrees i als altres conspiradors. Quèrees va afrontar la seva mort amb gran valentia i el botxí va fer servir, a petició de Quèrees, la mateixa espasa amb què havia assassinat Calígula. En els dies següents el poble va fer ofrenes als manes de Quèrees.

## En la ficció
Casi Quèrees es retrata de manera simpàtica a I, Claudius de Robert Graves, com tenint una llarga i distingida carrera al servei de Roma, inclòs el ser l'únic oficial supervivent de la massacre al Bosc Teutoburg. Més tard serviria sota Calígula, al qual havia protegit en la seva joventut. En la novel·la Quèrees insisteix que va matar Calígula pel bé de la república, i Claudi simpatitza amb ell. Quèrees és predit per la profecia de Sibil·la, sent "el cavall" que mata a Calígula; tot mentre Calígula cavalcava de nen sobre les espatlles de Quèrees, com de fet va fer segons Suetoni. El nou emperador Claudi decideix que ha d'ajusticiar Cassius Chaerea, no tant per l'assassinat demencial de Calígula, sinó per haver ordenat l'assassinat de l'esposa i l'infant de Calígula.
El 1976, a la sèrie de la BBC Jo, Claudi (I, Claudius) Casi Quèrees va ser interpretat per Sam Dastor. En la pel·lícula de 1979, Calígula, va ser interpretat per Paolo Bonacelli.